# Quận Chouteau, Montana
Quận Chouteau là một quận thuộc tiểu bang Montana, Hoa Kỳ.
Quận này được đặt tên theo Pierre Chouteau, Jr.. Theo điều tra dân số của Cục điều tra dân số Hoa Kỳ năm 2000, quận có dân số 5970 người. Quận lỵ đóng ở Fort Benton6.

## Địa lý
Theo Cục điều tra dân số Hoa Kỳ, quận có diện tích km2, trong đó có km2 là diện tích mặt nước.

## Thông tin nhân khẩu
Theo điều tra dân số 2 năm 2000, quận này đã có dân số 5.970 người, 2.226 hộ gia đình, và 1.613 gia đình sống trong quận hạt. Mật độ dân số là 2 người trên một dặm vuông (1/km ²). Có 2.776 đơn vị nhà ở mật độ trung bình của <1/km ² (1/sq mi). Thành phần chủng tộc của cư dân sinh sống trong quận gồm 84,00% người da trắng, 0,08% da đen hay Mỹ gốc Phi, 14,62% người Mỹ bản xứ, 0,23% châu Á, Thái Bình Dương 0,10%, 0,23% từ các chủng tộc khác, và 0,72% từ hai hoặc nhiều chủng tộc. 0,67% dân số là người Hispanic hay Latino thuộc một chủng tộc nào. 23,9% là người gốc Đức, Na Uy 11,7%, 8,2% gốc Anh và 7,3% gốc Ailen theo điều tra dân số năm 2000. 96,0% nói tiếng Anh, 2,5% và 1,0% Cree Tây Ban Nha là ngôn ngữ đầu tiên của họ.
Có 2.226 hộ, trong đó 34,00% có trẻ em dưới 18 tuổi sống chung với họ, 60,90% là đôi vợ chồng sống với nhau, 8,40% có một chủ hộ nữ và không có chồng, và 27,50% là không lập gia đình. 24,90% hộ gia đình đã được tạo ra từ các cá nhân và 10,60% có người sống một mình65 tuổi hoặc cao hơn. Cỡ hộ trung bình là 2,59 và cỡ gia đình trung bình là 3,11.
Trong dân số quận đã được trải ra với 28,80% dưới độ tuổi 18, 6,50% 18-24, 24,10% 25-44, 23,10% từ 45 đến 64, và 17,50% từ 65 tuổi trở lên người. Độ tuổi trung bình là 39 năm. Đối với mỗi 100 nữ có 100,80 nam giới. Đối với mỗi 100 nữ 18 tuổi trở lên, đã có 97,10 nam giới.
Thu nhập trung bình cho một hộ gia đình trong quận đạt mức USD 29.150, và thu nhập trung bình cho một gia đình là USD 32.399. Phái nam có thu nhập trung bình USD 22.080 so với 19.318 USD đối với phái nữ. Thu nhập bình quân đầu người là 14.851 USD. Có 16,50% gia đình và 20,50% dân số sống dưới mức nghèo khổ, bao gồm 29,30% những người dưới 18 tuổi và 8,40% của những người 65 tuổi hoặc cao hơn.